# Pod udarom zakona
Pod udarom zakona (eng. Down by Law) je nezavisna crno-bijela drama iz 1986. koju je režirao Jim Jarmusch, kojemu je to treći dugometražni film. Glavne uloge tumače Tom Waits, John Lurie i komičar Roberto Benigni, Jarmuschovo "otkriće".
Radnja se odvija oko dvojice sitnih kriminalaca koji završe u zatvoru te naiđu na veselog talijanskog zatvorenika, s kojim uspijevaju pobjeći. Film zaobilazi klišeje žanra "bijega iz zatvora" jer ne prikazuje načine bijega, te se radije usredotočuje na interakciju trojice likova. Ključan element je crno-bijela fotografija Robbyja Müllera, te lokacije u New Orleansu.

## Radnja
New Orleans. Svodnik Jack i DJ Zack završe u istoj zatvorskoj ćeliji kao žrtve namještaljki. U ćeliji im se pridruži šašavi i veseli talijanski imigrant Roberto, koji loše govori engleski, ali dovoljno da im kaže da je ovdje zbog ubojstva.
Jack i Zack su depresivni, no Roberto ima neodoljivu potrebu za razgovorom te stalno zbija razne šale. Smisli plan za bijeg te njih trojica doista uspijevaju pobjeći iz zatvora kroz močvaru. No, sada su izgubljeni i ne znaju gdje bi krenuli kroz šumu. Sasvim slučajno, nailaze na neku kuću u šumi, u kojoj prebiva talijanka Nicoletta. Ona se zaljubi u Roberta koji odluči ostati s njom. Zack i Jack se razdvoje i svatko ode svojim putem na raskrižju.

## Glumci
- Tom Waits - Zack
- John Lurie - Jack
- Roberto Benigni - Roberto
- Nicoletta Braschi - Nicoletta
- Ellen Barkin - Laurette
- Billie Neal - Bobbie

## Nagrade
- Nominacija za Zlatnu palmu u Cannesu.[2]

## Produkcija
| „              | "[Benigni] ima neodoljivu, zaraznu energiju, te je apsolutno oduševljen što može glumiti samog sebe. Ne znam odakle je došao i ne znam što će napraviti sljedeće, ali bi mogao imati dugu komičnu karijeru ispred sebe. On je poput razmetljivog djeteta koje te nasmije, pa se počne smijati samom sebi te potom želi nadvisiti samo sebe, bez obzira na sve. "Pod udarom zakona" je doista originalan film koji vam raste pod kožu...Ovo je dobar film, a što više znate o filmovima, to će biti veće šanse da će vam se svidjeti." | ” |
| — Roger Ebert, | |   |

| „                | "Kultni film Jima Jarmuscha u žanrovskim bi se kategorijama mogao označiti kao »zatvorski« film, kada se tome ne bi opirala subverzija žanrovskih konvencija eliptičnom naracijom i prefokusiranjem priče od »akcije« na komunikaciju među likovima. Suočivši šutljive, mrke i deziluzionirane »dangube« iz urbanog polusvijeta (New Orleansa) s brbljavim, vedrim i optimističnim strancem, Jarmusch satirično poentira sraz realističke i idealističke slike Amerike, te dekonstruira njezin mit »obećane zemlje«. Egzistencijalnu statičnost i beskorisnost američkih likova funkcionalno opslužuje subverzija kauzalnosti radnje, dramaturška afirmacija slučajnosti te cikličnost naracije. Jezični kalamburi Roberta Benignija, izmjenjujući se s dijaloškim »pukotinama«, pritom su katalizator situacijske komike i poetike apsurda. Formalni postupci – lateralne vožnje u različitim pravcima, dijagonalne kompozicije mizanscene, crno-bijela fotografija Robbyja Müllera (djelomice u stilu film-noira), a osobito Luriejeva glazba i Waitsovi songovi, potporanj su pak redateljeva idiosinkratičnog stila kojim je izgradio estetski i duhovno moćnu antiholivudsku »americanu«." | ” |
| — Damir Nenadić, | |   |

## Vanjske poveznice
- Pod udarom zakona u internetskoj bazi filmova IMDb-a
- Pod udarom zakona na Rotten-Tomatoes